# آدرین بایلون
آدرین بایلون (انگلیسی: Adrienne Bailon؛ زادهٔ ۲۴ اکتبر ۱۹۸۳) یک موسیقی‌دان اهل ایالات متحده آمریکا است.
از فیلم‌های معروف او می‌توان به بازی در فیلم مربی کارتر اشاره کرد.